# ジョバンニ・エバンジェリスティ
ジョバンニ・エバンジェリスティ (Giovanni Evangelisti、1961年9月11日 - )は、イタリアリミニ出身の男子陸上競技選手。1984年ロサンゼルスオリンピック男子走幅跳の銅メダリストである。世界室内選手権でも3回の銅メダルを獲得している選手である。

## 自己ベスト
- 走幅跳 - 8.43 m (1987年)

## 主な実績
| 年   | 大会                 | 場所                               | 種目   | 結果 | 記録  |
| ---- | -------------------- | ---------------------------------- | ------ | ---- | ----- |
| 1984 | オリンピック         | ロサンゼルス(アメリカ合衆国)       | 走幅跳 | 銅   | 8.24m |
| 1985 | 世界室内陸上         | パリ(フランス)                     | 走幅跳 | 銅   | 7.88m |
| 1986 | ヨーロッパ陸上選手権 | シュトゥットガルト(西ドイツ)       | 走幅跳 | 銅   | 7.92m |
| 1987 | 世界室内陸上選手権   | インディアナポリス(アメリカ合衆国) | 走幅跳 | 銅   | 8.01m |
| 1991 | 世界室内陸上選手権   | セビリア(スペイン)                 | 走幅跳 | 銅   | 7.93m |